# 60 a.C.

## Eventos
- Lúcio Afrânio e Quinto Cecílio Metelo Céler, cônsules romanos.
- Pompeu, Júlio César e Crasso assumem o comando da República Romana e estabelecem o Primeiro Triunvirato, que perdurará até 53 a.C..

## Nascimentos
- Hillel, o ancião - sábio judeu do primeiro século.